# Gobernador Garmendia
Gobernador Garmendia es una localidad argentina ubicada en el Departamento Burruyacú de la Provincia de Tucumán. Se halla sobre la Ruta Provincial 336, a 5 km del límite con la provincia de Santiago del Estero.

## Toponimia
Lleva el nombre en homenaje a Pedro de Garmendia, gobernador de Tucumán designado en 1840.

## Economía
En la zona se destaca el cultivo de soja, pero es grave la problemática del desempleo, con un importante peso del empleo estatal y escasa actividad comercial.

## Población
Cuenta con 3,059 habitantes (Indec, 2010), lo que representa un incremento del 30% frente a los 2,353 habitantes (Indec, 2001) del censo anterior.
| Gráfica de evolución demográfica de Gobernador Garmendia entre 1970 y 2010 |
|                                                                            |
| Fuentes: INDEC                                                             |